# Liaoconodon hui
Liaoconodon hui (лат.) — вид вымерших млекопитающих из отряда Eutriconodonta, единственный в роде Liaoconodon. Обитали во времена мелового периода (аптский век) на территории провинции Ляонин (КНР).
Вид описан в 2011 году по единственной окаменелости — голотипу IVPP V16051, состоящему из почти полного скелета и черепа. Он найден в слоях геологической формации Цзюфотан (Jiufotang) отложений Жэхэ.
Liaoconodon hui вероятно вёл полуводный образ жизни, так как обладал вытянутым телом и веслообразными конечностями.